# Schlacht bei Lutterberg (1762)
Hastenbeck – Krefeld – Sandershausen – Mehr – Lutterberg 1758 – Bergen – Minden – Gohfeld – Fulda – Korbach – Emsdorf – Warburg – Rhadern – Kloster Kampen – Langensalza – Saalfeld – Vellinghausen – Arnsberg – Wilhelmsthal – Lutterberg 1762 – Brücker Mühle
Die Schlacht bei Lutterberg fand am 23. Juli 1762 während des Siebenjährigen Krieges in der Nähe von Lutterberg statt. Da dort bereits 1758 eine Schlacht stattfand, wird sie auch als Zweite Schlacht bei Lutterberg bezeichnet.
Es kämpften französische und kursächsische Soldaten unter dem Kommando von Franz Xaver von Sachsen gegen britische, hannoversche und hessen-kasselsche Soldaten unter Generalfeldmarschall Ferdinand von Braunschweig-Wolfenbüttel.
Die sächsischen und französischen Truppen hatten sich rechts der Fulda verschanzt. Die hessischen und hannoverschen Truppen sammelten sich am linken Ufer des Flusses und begannen um 3.00 Uhr einen Überraschungsangriff. Ihre Geschütze feuerten über den Fluss, den die Soldaten an Furten bei Wahnhausen, Knickhagen, Wilhelmshausen und Bonaforth überquerten. Bis Mittag entschieden die hessisch-hannoverschen Truppen die Schlacht für sich, die Franzosen gaben Göttingen und Münden auf.